# Станн-Крик
Станн-Крик (англ. Stann Creek District) — один з 6 округів держави Беліз. Розташований у центральній частині країни. Межує з округами: Беліз (на півночі), Кайо (на заході) та Толедо (на півдні). На сході омивається водами Карибського моря.
Площа становить 2554 км². Населення за даними на 2010 рік — 32 166 осіб. Щільність населення — 12,59 чол./км². Адміністративний центр — місто Дангрига.